# Vlado Čapljić
Vlado Čapljić (Sarajevo, 22 de março de 1962) é um ex-futebolista profissional e treinador bósnio, que atuou pela ex-Iugoslávia, medalhista olímpico.

## Carreira
Vlado Čapljić pela Seleção Iugoslava de Futebol, disputou os Jogos Olímpicos de Verão de 1984.
Como jogador, esteve ao serviço de:
- 1979–1985	Željezničar
- 1985–1987	Partizan
- 1988–1990	Dinamo Zagreb
- 1990–1992	Željezničar
- 1992–1994	A.D. Esposende

Como treinador trabalhou no Radnički Obrenovac, Bežanija, Srem Jakovo, Timočanin, Radnički Kragujevac (2009–2011), Slavija Sarajevo (2012), Rudar Prijedor (2013), Donji Srem (2013–2014), Radnički Kragujevac (2015), Mačva Šabac (2015), Željezničar (2015), Vršac (2016) e Radnički Kragujevac (2017)